# Dacia Lodgy

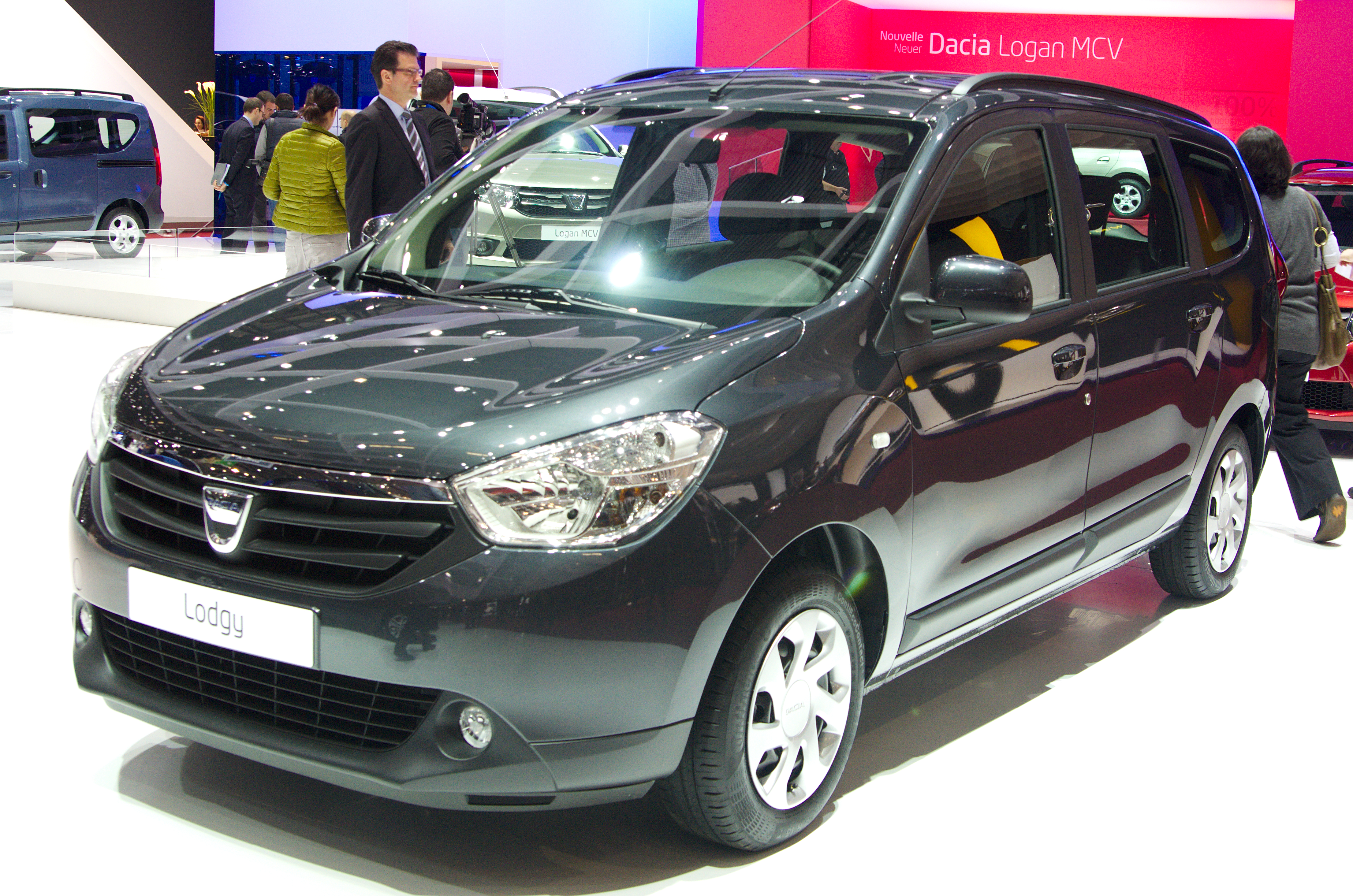
Dacia Lodgy

Dacia Lodgy je automobil vyráběný v letech 2012–2022 rumunskou automobilkou Dacia v Maroku. Vyráběl se v 5místné a 7místné verzi. Je to třída kompaktních MPV.

## Motory
Benzinové:
- 1,6 (60,5 kW) základní motor, montáž od počátku produkce do 2014, EURO 5
- 1,2 TCe 85 kW/115 k S&S, přeplňovaný motor, montáž do 2019
- 1,6 SCe 75 kW/102 k S&S, nový základní motor od roku 2015, kdy začala platit norma EURO 6, nahradil motor 1,6 (60,5kW)
- 1.3TCe 75 kW/102 k i 96 kW/131 k, nový přeplňovaný motor, který nahradil motor 1,2TCe, montáž od 2019 do 2021

Naftové:
- 1,5 Dci (66, 79 kW), produkce od 2012 do 2022 v emisnich normách EURO 5 a EURO 6

## Výbavy
- Access – pouze pro motorizaci 1,6
- Ambiance – 1,6 a 1,5 Dci (66 kW)
- Arctica – všechny motory k dispozici
- Exception – 1,2 Tce, 1,5 Dci (79 kW)
- Stepway - verze od roku 2016, pro motorizace (1,6SCe; 1,2TCe; 1,5 dCi; 1,3TCe) jednalo se o rozšíření verze Arctica, které mělo oplastování lemů nárazníků, blatníků a prahů ve stylu SUV a drobné vizuální úpravy interiéru

## Bezpečnost
V Crash testu EURO NCAP získala Dacia Lodgy pouze 3 hvězdy z 5, což je nejhorší výsledek za rok 2012.